# ديك كول
ديك كول (بالإنجليزية: Dick Cole)‏ هو لاعب كرة قاعدة أمريكي، ولد في 6 مايو 1926 في لونغ بيتش في الولايات المتحدة، وتوفي في 18 أكتوبر 2018.

## وصلات خارجية
- ديك كول على موقعبيزبول رفرنس.كوم (الدوري الرئيسي) (الإنجليزية)
- ديك كول على موقعبيزبول رفرنس.كوم (الدوري الثانوي) (الإنجليزية)